# Peshmerga

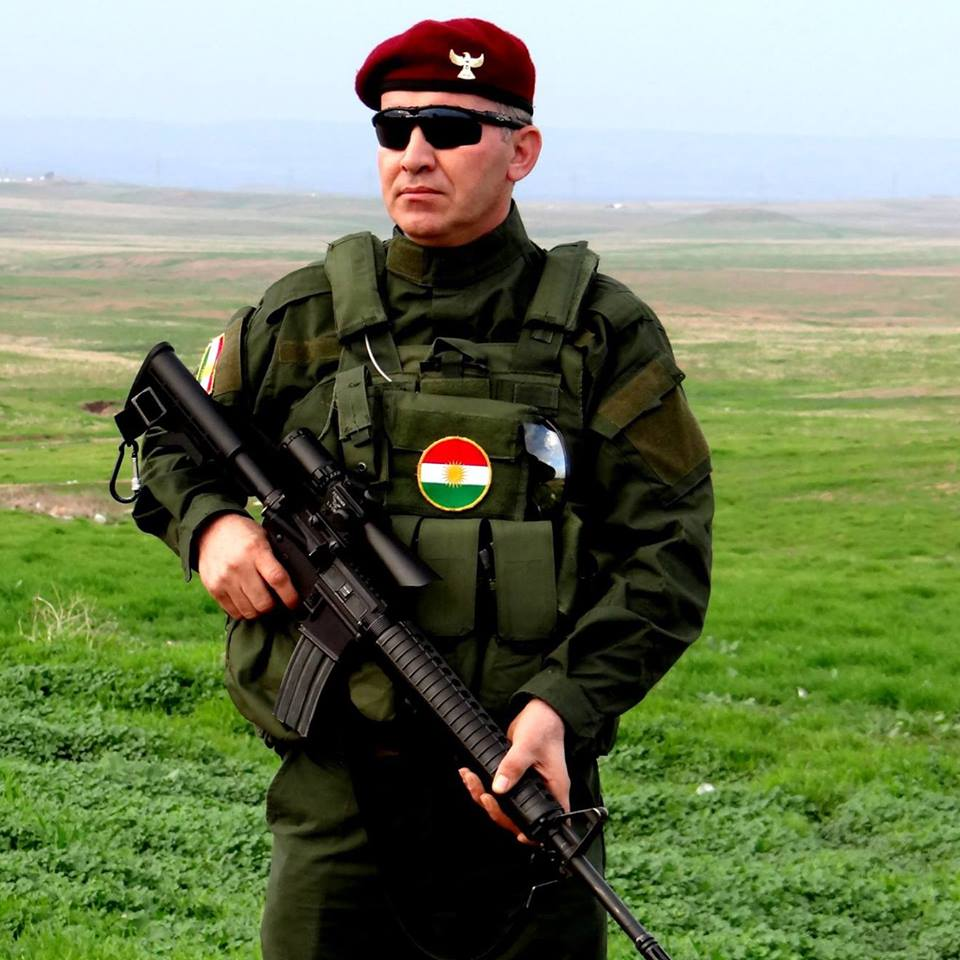
Peshmerga-soldat.

Peshmerga (kurdiska: pêşmerge) är en samlingsbeteckning för väpnade kurdiska nationella rörelser. Ursprungligen var det kurdiska soldater från Irak och Iran som förenades och bildade den självständiga kurdiska Mahabadrepubliken 1946, med sin ledare Mulla Mustafa Barzani som lydde under kurdernas första president Qazi Muhammad. Dess existens blev dock kortvarig och efter våldsamheter flydde Barzani med 500 av sina krigare till Sovjetunionen, där de kom att kalla sig Peshmerga ("De som möter döden").
Den nationella militära kurdiska Peshmergastyrkan bildades då Qazi Mohammad som ledde den kurdiska Mahabadrepubliken hissade den kurdiska flaggan över de offentliga byggnaderna och utropade republiken.

## Begreppet
Peshmerga är ett ord som bildats av de kurdiska orden pesh (’framåt’ eller ’inför’) och merg (’döden’).